# Aérodrome de Cana
L'aérodrome de Cana (code OACI : DBBC) est un aéroport public situé à 3 km au sud-sud-ouest de la commune de Bohicon, dans le département du Zou, au Bénin. IL est long de plus de 2576m avec un altitude de champs de 548 pieds.

## Situation
'
| \| 20 km1:1 857 000 \| Bembèrèkè Cana Cotonou-Cadjehoun Djougou Kandi Natitingou Parakou Porga Savè |
| 20 km1:1 857 000                                                                                    |

Carte statique des aéroports du Bénin.Carte dynamique des aéroports du Bénin.